# Sant Vicenç d'Esterri d'Àneu
Sant Vicenç d'Esterri d'Àneu és l'església parroquial de la vila d'Esterri d'Àneu, en el terme municipal del mateix nom, a la comarca del Pallars Sobirà. Està situada al bell mig de la vila, a l'extrem sud-est del que fou la vila closa.

## Història
Entre els segles XVI i XVII fou construïda per substituir l'església vella. És l'església parroquial de vila d'Esterri d'Àneu, així com el centre d'una agrupació de parròquies, que inclou les de Sant Lliser d'Alós d'Isil, Sant Serni d'Àrreu, Sant Jaume de Berrós Jussà, Sant Martí de Borén, Sant Joan de Burgo, Sant Bartomeu de Dorve, Sant Martí d'Escalarre, Santa Maria d'Escaló, Sant Martí d'Escart, Santa Llogaia d'Espot, Sant Esteve d'Estaís, Sant Esteve de Gavàs, Sant Llorenç d'Isavarre, La Immaculada d'Isil, Sant Pere de Jou, La Immaculada de la Guingueta, Sant Miquel de Llavorre, Sant Serni de Cerbi, Sant Just i Sant Pastor de Son, Sant Pere de Sorpe, Sant Julià d'Unarre i Sant Andreu de València d'Àneu.

## Descripció
Església de dimensions considerables, d'una sola nau, dividida en sis trams i espaiosa capçalera rectangular a l'oest, i capelles laterals. Cobreixen la nau voltes de llunetes. Les capelles presenten volta d'arestes. A l'est, als peus de la nau, es troba la façana, situada al c/ Major de la vila, té una ampla portal i sobre d'aquest, un rosetó flanquejat per dues finestres. Cobreix la nau amb un llosat de llicorella a dues aigües que sobresurt per sobre dels llosats més baixos de les capelles laterals. A l'esquerra de la façana, s'aixeca l'esvelt campanar octogonal coronat per un agut xapitell. Els murs externs són de pedra vista, sols enquadrada en les filades dels angles, al voltant de la porta i part del parament de la façana. El campanar, de construcció més recent és arrebossat. L'església fou construïda en els segles XVII en el solar d'un antic convent. Posteriorment fou objecte de reformes en els segles XVIII, XIX, i XX.